# HC Světlá nad Sázavou
HC Světlá nad Sázavou (celým názvem: Hockey Club Světlá nad Sázavou) je český klub ledního hokeje, který sídlí ve Světlé nad Sázavou v Kraji Vysočina. Založen byl v roce 1938. Od sezóny 2006/07 působí v Krajské lize Vysočiny, čtvrté české nejvyšší soutěži ledního hokeje. Klubové barvy jsou modrá a bílá.
Ve Světlé je nová víceúčelová hala, která pojme 504 diváků. Tato hala nahradila starou halu, která už nevyhovovala (např.: dřevěné a děravé mantinely bez plexiskel, které nahrazovaly sítě). Peníze na novou halu poskytla i Evropská unie. Halu provozuje Sportovní zařízení města Světlá nad Sázavou.
Svou dlouhou kariéru zde započal Karel Nekola.

## Historické názvy
Zdroj:
- 2000 – HC Rebel Havlíčkův Brod B (Hockey Club Rebel Havlíčkův Brod B)
- 2004 – HC Sklo Bohemia Světlá nad Sázavou (Hockey Club Sklo Bohemia Světlá nad Sázavou)
- 2010 – HC Světlá nad Sázavou (Hockey Club Světlá nad Sázavou)

## Legendy
Jaroslav Žák (1981); útočník, 
Aktivní roky 2007-2017
Petr Včela (1982); útočník, 
Aktivní roky 2007-2022
Ondřej Včela (1982); obránce, 
Aktivní roky 2007-2020
Stanislav Mečiar (1963), obránce, aktivní roky 2007-2009
Josef "EŠ" Smrž (1950), kustod, aktivní roky 1951-2021

## Přehled ligové účasti
Stručný přehled
Zdroj:
- 1999–2006: Královéhradecká a Pardubická krajská liga – sk. B (4. ligová úroveň v České republice)
- 2006–2012: Pardubická krajská liga (4. ligová úroveň v České republice)
- 2012–2013: Pardubická krajská liga – sk. Západ (4. ligová úroveň v České republice)
- 2013–2021: Pardubická krajská liga (4. ligová úroveň v České republice)
- 2021 : Krajská liga Vysočiny (4. ligová úroveň v České republice)

Jednotlivé ročníky
Zdroj:
Legenda: ZČ - základní část, červené podbarvení - sestup, zelené podbarvení - postup, fialové podbarvení - reorganizace, změna skupiny či soutěže
| Česko (2004 – ) |                                                   |           |          |                                         |                         |
| Sezóny          | Soutěž                                            | Úroveň    | ZČ       | Play-off, nadstavba, sk. o udržení...   | Poznámky                |
| 2004/05         | Královéhradecká a Pardubická krajská liga – sk. B | 4. úroveň | 6. místo | Skupina o umístění (14. místo)          |                         |
| 2005/06         | Královéhradecká a Pardubická krajská liga – sk. B | 4. úroveň | 8. místo | Skupina o umístění B (8. místo)         | Změna názvu soutěže     |
| 2006/07         | Pardubická krajská liga                           | 4. úroveň | 7. místo | Skupina o umístění (6. místo)           |                         |
| 2007/08         | Pardubická krajská liga                           | 4. úroveň | 1. místo | Finále                                  |                         |
| 2008/09         | Pardubická krajská liga                           | 4. úroveň | 1. místo | Vítěz                                   | Kvalifikace             |
| 2009/10         | Pardubická krajská liga                           | 4. úroveň | 2. místo | Vítěz                                   | Kvalifikace             |
| 2010/11         | Pardubická krajská liga                           | 4. úroveň | 1. místo | Play-off (odstoupení)                   |                         |
| 2011/12         | Pardubická krajská liga                           | 4. úroveň | 3. místo | Zápas o 3. místo (výhra)                | Reorganizace            |
| 2012/13         | Pardubická krajská liga – sk. Západ               | 4. úroveň | 1. místo | Čtvrtfinále                             | Reorganizace            |
| 2013/14         | Pardubická krajská liga                           | 4. úroveň | 2. místo | Vítěz                                   | Kvalifikace             |
| 2014/15         | Pardubická krajská liga                           | 4. úroveň | 2. místo | Vítěz                                   | Kvalifikace             |
| 2015/16         | Pardubická krajská liga                           | 4. úroveň | 1. místo | Finále                                  |                         |
| 2016/17         | Pardubická krajská liga                           | 4. úroveň | 3. místo | Vítěz                                   | Kvalifikace             |
| 2017/18         | Pardubická krajská liga                           | 4. úroveň | 7. místo | Čtvrtfinále                             |                         |
| 2018/19         | Pardubická krajská liga                           | 4. úroveň | 4. místo | Čtvrtfinále                             |                         |
| 2019/20         | Pardubická krajská liga                           | 4. úroveň | 6. místo | Čtvrtfinále                             |                         |
| 2020/21         | Pardubická krajská liga                           | 4. úroveň | –. místo | sezóna zrušena kvůli pandemii covidu-19 | Přechod do jiného kraje |
| 2021/22         | Krajská liga Vysočiny                             | 4. úroveň | 4. místo | Čtvrtfinále                             |                         |
| 2022/23         | Krajská liga Vysočiny                             | 4. úroveň | 1. místo | Semifinále                              |                         |
| 2023/24         | Krajská liga Vysočiny                             | 4. úroveň | 4. místo | Semifinále                              |                         |